# Holly (Colorado)
Holly è un centro abitato (town) degli Stati Uniti d'America, situato nella contea di Prowers dello Stato del Colorado. Nel censimento del 2000 la popolazione era di 524 abitanti.

## Geografia fisica
Secondo i rilevamenti dell'United States Census Bureau, Holly si estende su una superficie di 2,0 km².